# Transfert (théorie des groupes)
Si G est un groupe (au sens mathématique) et Q un sous-groupe d'indice fini de G, on définit un certain homomorphisme, appelé transfert, allant de G dans l'abélianisé de Q, c'est-à-dire dans le groupe quotient Q/Q', où Q' désigne le groupe dérivé de Q.

## Définition
Soient G un groupe (au sens mathématique), Q un sous-groupe de G et T une transversale à gauche de Q dans G. Pour tout élément x de G, nous désignerons par {\displaystyle \ repr_{T}(x)} le représentant de x dans T, c'est-à-dire l'unique élément de T qui appartient à la même classe à gauche modulo Q que x. Nous désignerons par {\displaystyle \ q_{T}(x)} l'élément {\displaystyle \ repr_{T}(x)^{-1}x} de Q. Donc, si x = ab avec {\displaystyle a\in T} et {\displaystyle b\in Q}, alors {\displaystyle \ a=repr_{T}(x)} et {\displaystyle \ b=q_{T}(x)}.
Notons pour la suite que si Q' désigne le groupe dérivé de Q, le groupe quotient Q/Q' (abélianisé de Q) est commutatif, donc on peut parler du produit d'une famille finie d'éléments de Q/Q' sans préciser l'ordre des facteurs.
On démontre que si G est un groupe et Q un sous-groupe d'indice fini de G, si Q' désigne le groupe dérivé de Q, il existe un et un seul homomorphisme V de G dans le groupe quotient Q/Q' tel que, pour toute transversale à gauche T de Q dans G et tout élément g de G,

{\displaystyle V(g)=\prod _{t\in T}\mathrm {q} _{T}(gt)Q'.}
On démontre aussi que l'application définie à partir d'une transversale à droite de Q dans G comme V l'est à partir d'une transversale à gauche, est identique à V.
L'homomorphisme V de G dans Q/Q' est appelé le transfert de G dans Q, ou encore le transfert de G vers Q, ou encore le transfert de G vers Q/Q'. On dit aussi « homomorphisme de transfert ».
Remarques.
1. Si Q est commutatif, alors Q' = 1 et le groupe Q/Q' est canoniquement isomorphe à Q. Dans ce cas, on considère que le transfert est un homomorphisme de G dans Q.
2. Comme le groupe d'arrivée Q/Q' de l'homomorphisme transfert G → Q/Q' est commutatif, le dérivé G' de G est contenu dans le noyau du transfert. Donc le transfert induit un homomorphisme de G/G' dans Q/Q', à travers lequel il se factorise et qu'on appelle[5] lui aussi « homomorphisme de transfert ».
3. On désigne couramment le transfert par la lettre V, qui est la première lettre du nom allemand du transfert : Verlagerung.

## Théorème d'évaluation du transfert
Le théorème suivant, dit d'évaluation du transfert, facilite souvent l'utilisation du transfert dans les démonstrations :
Soient G un groupe, Q un sous-groupe d'indice fini n de G, V le transfert de G vers Q/Q', T une transversale gauche de Q dans G. Pour tout élément g de G, il existe une partie Tg de T et une famille {\displaystyle (n_{t}(g))_{t\in T_{g}}} de nombres naturels tels que
1. pour tout élément t de Tg, {\displaystyle t^{-1}g^{n_{t}(g)}t\in Q~;}
2. {\displaystyle \qquad \sum _{t\in T_{g}}n_{t}(g)=n=\vert G:Q\vert ~;}
3. {\displaystyle \qquad V(g)=\prod _{t\in T_{g}}t^{-1}g^{n_{t}(g)}tQ'.}

Le théorème d'évaluation du transfert permet par exemple de démontrer le théorème du complément normal de Burnside.

## Histoire
Le transfert fut étudié pour la première fois en 1902, par Issai Schur.